# 슈나이더 준노스케
슈나이더 준노스케(일본어: シュナイダー 潤之介, 1977년 5월 22일 ~ )는 일본의 전 축구 선수이다.

## 구단 경력
과거 사간 도스, 베갈타 센다이, 가이나레 돗토리, 요코하마 FC, 나라 클럽에서 활동하였다.